# Kalchreuth
Kalchreuth er en kommune i Landkreis Erlangen-Höchstadt i Regierungsbezirk Mittelfranken i den tyske delstat Bayern.

## Geografi
Kommunen ligger cirka ti kilometer nordøst for Nürnberg 10 km sydøst for Erlangen på en højderyg i Sebalder Reichswald. Kommunen bliver også kaldt Kirschendorf pga. de mange Kirsebærtræer.
Nærheden til storbyen Nürnberg, og det naturskønne område Kalchreuther Forst med mange flotte udsigter, der ligger vest og syd for kommunen, gør området til et yndet udflugtsområde. Dette giver basis for mange velbesøgte restauranter og caféer.

### Nabokommuner
Nabokommuner er (med uret fra nord):

Dormitz, Kleinsendelbach, Eckental, Heroldsberg

### Bydele
I kommunen er landsbyerne Kalchreuth, Röckenhof, Käswasser og bebyggelserne Weiler Stettenberg, Minderleinsmühle og Gabermühle (hed indtil 1900 Wolfsfelden)
- Wikimedia Commons har flere filer relateret til Kalchreuth